# Hwang Young-cho
Hwang Young-cho (Samcheok, 22 de março de 1970) é um ex-atleta sul-coreano, vencedor da maratona nos Jogos Olímpicos de Barcelona em 1992.
Atleta promissor em provas de pista na juventude, Hwang decidiu se especializar em maratonas após vencer a primeira que disputou, em 1991. Com apenas três maratonas anteriores em sua carreira, das quais venceu duas e foi segundo na terceira, ele entrou na maratona olímpica como virtual desconhecido. Sob o forte calor de Barcelona, ele acompanhou o pelotão líder da prova, formado por mais de trinta atletas graças ao ritmo conservador de corrida, por quase trinta quilômetros. A partir daí o grupo começou a se dispersar e no km 35 apenas ele e o japonês Koichi Morishita continuavam disputando a prova lado a lado, numa disputa memorável pelas ruas da cidade em direção às colinas de Montjuic, onde se encontrava o Estádio Olímpico.
Com menos de dois quilômetros para o estádio, Hwang se livrou do adversário abrindo 100 m de vantagem e forçou o ritmo em direção à linha de chegada e à medalha de ouro, desabando exausto ao chão após a vitória em 2:13:23 - o tempo mais lento de uma maratona olímpica desde a disputada na altitude da Cidade do México 1968 e uma das mais quentes e desgastantes da história, com os quilômetros finais disputados em subida - devido ao esforço e à desidratação causada pelo calor. Depois da prova e recuperado, Hwang declarou que a vitória tinha sido importante para ele como uma homenagem "a Sohn Kee-chung, o herói coreano da maratona de Berlim 1936".
Após as Olimpíadas ele correu apenas esparsamente e abandonou o atletismo depois que uma lesão o impediu de representar seu país em Atlanta 1996.